# Tattarsjön
Tattarsjön är en sjö i Sollefteå kommun i Ångermanland och ingår i Ångermanälvens huvudavrinningsområde. Sjön har en area på 0,144 kvadratkilometer och ligger 272,1 meter över havet. Sjön avvattnas av vattendraget Skravelbäcken.

## Delavrinningsområde
Tattarsjön ingår i det delavrinningsområde (704085-153880) som SMHI kallar för Mynnar i Faxälvens vattendragsyta. Medelhöjden är 292 meter över havet och ytan är 11,76 kvadratkilometer. Det finns inga avrinningsområden uppströms utan avrinningsområdet är högsta punkten. Skravelbäcken som avvattnar avrinningsområdet har biflödesordning 3, vilket innebär att vattnet flödar genom totalt 3 vattendrag innan det når havet efter 112 kilometer. Avrinningsområdet består mestadels av skog (91 procent). Avrinningsområdet har 0,14 kvadratkilometer vattenytor vilket ger det en sjöprocent på 1,2 procent.